# Lejkouch
Lejkouch (Natalus) – rodzaj ssaków z rodziny lejkouchowatych (Natalidae).

## Rozmieszczenie geograficzne
Rodzaj obejmuje gatunki występujące w Ameryce.

## Morfologia
Długość ciała (bez ogona) 38–52 mm, długość ogona 47–58 mm, długość ucha 12–21,2 mm, długość przedramienia samic 34–50,1 mm, samców 35–51,2 mm; masa ciała samic 3,5–10,1 g, samców 3,9–12,6 g.

## Systematyka
Rodzaj zdefiniował w 1838 roku angielski zoolog John Edward Gray w artykule zatytułowanym Przegląd rodzajów nietoperzy (Vespertilionidae) oraz opis kilku nowych rodzajów i gatunków, opublikowanym w czasopiśmie „Magazine of Zoology and Botany”. Gatunkiem typowym jest (oznaczenie monotypowe) lejkouch karaibski (N. stramineus).

### Etymologia
- Natalus (Natalis): etymologia niejasna, Gray nie wyjaśnił pochodzenia nazwy rodzajowej[10]; być może nazwa pochodzi od łac. natalis ‘miejsce urodzenia’ w aluzji do nieznanego pochodzenia lub „miejsca narodzin” tego taksonu. Niektórzy autorzy sugerują również, że nazwa odnosi się neotenicznego aspektu tego nietoperza[11].
- Spectrellum: rodzaj Spectrum de Lacépède, 1799 (rudawka); łac. przyrostek zdrabniający -ellum[12]. Gatunek typowy (oznaczenie monotypowe): Spectrellum macrourum P. Gervais, 1856.
- Phodotes: gr. φως phōs (również φωις phōis), φωδος phōdos ‘pęcherz, bąbel’[13]; przyrostek -ωτες -ōtes ‘mający związek z’[14]. Gatunek typowy (oryginalne oznaczenie): Natalus tumidirostris G.S. Miller, 1900.

### Podział systematyczny
Do rodzaju należą następujące gatunki:
- Natalus primus H.E. Anthony, 1919 – lejkouch kubański
- Natalus jamaicensis G.G. Goodwin, 1959 – lejkouch jamajski
- Natalus major G.S. Miller, 1902 – lejkouch haitański
- Natalus mexicanus G.S. Miller, 1902 – lejkouch meksykański
- Natalus tumidirostris G.S. Miller, 1900 – lejkouch trynidadzki
- Natalus stramineus J.E. Gray, 1838 – lejkouch karaibski
- Natalus macrourus (P. Gervais, 1856) – lejkouch brazylijski